# Ogniowe wsparcie wojsk broniących się w głębi
Ogniowe wsparcie wojsk broniących się w głębi – okres działalności ogniowej artylerii i innych rodzajów wojsk w obronie.

## Charakterystyka
Ogniowe wsparcie wojsk broniących się w rozpoczyna się z chwilą utraty pierwszej pozycji obrony (głębokość obrony batalionu). Celem wsparcia ogniowego w tym okresie jest zadanie przeciwnikowi maksymalnych strat, wzbranianie rozprzestrzeniania się w głąb obrony i hamowanie tempa ataku, a tym samym stwarzanie warunków do ostatecznego załamania jego natarcia. Okres ten artyleria realizuje zazwyczaj z zapasowych stanowisk ogniowych.